# Governo ombra
Un governo ombra (o meglio, un gabinetto o ministero ombra) è un'istituzione politica, presente in alcuni sistemi parlamentari, costituita dal capo dell'opposizione, che la dirige, e da parlamentari dell'opposizione (i ministri ombra) incaricati di seguire da vicino, proprio come un'ombra (da cui il nome), l'attività dei corrispondenti ministri del governo in carica.
L’espressione, utilizzata in modo identico nel parlato quotidiano, sebbene in forma impropria ed erronea, anche in questi altri contesti, non è da confondere né con quella di un occulto esecutivo o gruppo di influenti individui che agisce per “controllare”, “influenzare”, “indirizzare” o “sovvertire” il governo di facciata - istituzionale - esercitando dunque un potere dietro le quinte al di là del controllo delle istituzioni democratiche (qui il termine più corretto sarebbe “governo occulto”, “ governo invisibile”, o ancora una facile associazione allo Stato fantoccio, allo Stato profondo o alla Quinta colonna), né con l’apparato di funzionari e burocrati della pubblica amministrazione, spesso accusata di essere un “governo occulto” perché freno tecnico alle iniziative politiche più disparate (c.d. “quarto potere”), né altresì con delle forme di governo cosiddette “parallele” o “alternative”, spesso nascenti da degenerazioni di vario tipo nella gestione dei vuoti di potere o da guerre civili.

## Storia
Sorto nel Regno Unito di Gran Bretagna e Irlanda, il governo ombra si è diffuso nelle ex colonie britanniche (India, Canada, Australia, Nuova Zelanda, altri stati del Commonwealth) e, in seguito, anche in altri paesi con sistemi bipartitici o, quantomeno, bipolari. Tuttavia, mentre negli ordinamenti riconducibili al cosiddetto sistema Westminster il leader dell'opposizione e il suo governo ombra hanno uno status ufficiale, in altri sistemi il governo ombra è, di solito, solamente un organismo interno di partito.

## Funzioni
Compito del governo ombra è svolgere un'azione critica verso le decisioni del governo in carica, proponendo alternative. Normalmente se il partito di opposizione successivamente vince le elezioni, il leader dell'opposizione diventa primo ministro e i membri del governo ombra vanno ad occupare i corrispondenti posti nel governo in carica.

## Governi ombra nel mondo
In alcuni paesi (ad esempio nel Partito Laburista Australiano) i membri del governo ombra sono eletti dal gruppo parlamentare e il leader dell'opposizione si limita a distribuire loro gli incarichi. In altri invece, è il leader dell'opposizione a scegliere direttamente i membri del governo ombra.

### Regno Unito
La leale opposizione di Sua Maestà nel Regno Unito nacque già nel 1826. Il leader dell'opposizione (shadow prime minister) sceglie un suo gabinetto ombra, organo ufficializzato nel 1937.

### Italia

#### Con il PCI di Occhetto
In Italia la formula del governo ombra fu usata dal PCI di Achille Occhetto nel luglio 1989, in occasione della crisi del governo De Mita conclusa con la formazione del sesto governo Andreotti: Occhetto rispose con la formazione del Governo ombra del Partito Comunista Italiano, chiamato a contrapporsi alla maggioranza di pentapartito. Tale tentativo, poi fallito anche per la mancata definizione dei rapporti tra partito e governo ombra, non produsse, comunque, mai alcuna modificazione nei regolamenti parlamentari delle due camere.

#### Il PD di Veltroni
In seguito alla vittoria del PDL alle elezioni politiche del 2008, il governo ombra venne riproposto dal segretario del PD Walter Veltroni, che il 9 maggio presentò ricalcando lo schema di ripartizione delle competenze del governo Berlusconi IV, dando così vita al Governo ombra del Partito Democratico. Sabato 21 febbraio 2009, in seguito alle dimissioni di Walter Veltroni, si tenne l'assemblea del PD nella quale venne votato Dario Franceschini come suo successore; questi annunciò la fine del governo ombra.

#### Forza Italia e Rotondi
In seguito al sesto Consiglio dei ministri del Governo Renzi, il governo ombra venne riproposto da un parlamentare, Gianfranco Rotondi di Forza Italia, e non dall'intera opposizione del centrodestra italiano. Rotondi il 13 marzo 2014 presentò la sua squadra di governo ricalcando i ruoli e i numeri del governo Renzi, autoindicandosi come presidente del Consiglio. Indicò tra i "ministri" anche un esponente del PD, Vincenzo De Luca, alle Infrastrutture e i Trasporti.